# Otto Rüfenacht
Otto Rüfenacht (?, 1919. október 27. – ?, 1982. november 1.) olimpiai bronzérmes svájci párbajtőrvívó.